# Cressier FR
Cressier (psáno také jako Cressier FR pro odlišení od jiných stejnojmenných sídel, zastarale německy Grissach) je obec v okrese See v kantonu Fribourg ve Švýcarsku. Žije zde přibližně 1 000 obyvatel.

## Geografie

Krajina okolo Cressieru

Cressier leží v nadmořské výšce 569 metrů, vzdušnou čarou 4 km jihovýchodně od okresního města Murtenu. Obec se nachází v panoramatické poloze na náhorní plošině východně od pralesa Bouley, nad údolím řeky La Bibera, ve molasové výšině v severní části Fribourské plošiny.
Území obce o rozloze 4,2 km² pokrývá část molasových výšin mezi Murtenským jezerem a údolím Sány, které byly v době ledové vymodelovány Rhonským ledovcem. Centrální část obce zaujímá Cressierská náhorní plošina. Tato náhorní plošina je na jihu ohraničena až 500 m širokou údolní depresí řeky La Bibera a na východě rovinou Jeussfeld. Za Biberou patří k obci Cressier také oblasti pod Guschelmuthem. Na západě se území obce rozprostírá až k lesní výšině Bouley, která je se svými 630 m n. m. nejvyšším bodem Cressieru. Na jihozápadě se táhne úzký pás podél levého údolního svahu Bibery (Bois de Palud) až k Oberholzu (do 620 m n. m.). V roce 1997 zaujímala 8 % rozlohy obce zastavěná plocha, 19 % lesy a háje a 73 % zemědělské plochy.
K obci Cressier patří průmyslový areál u nádraží a několik samostatných zemědělských podniků. Sousedními obcemi Cressieru jsou Gurmels, Courtepin a Murten v kantonu Fribourg a Münchenwiler v kantonu Bern.

## Historie
Obec Cressier byla osídlena velmi brzy. Byly zde nalezeny stopy osídlení z doby bronzové a mohyly z doby halštatské. První písemná zmínka o obci pochází z roku 1080 pod názvem Crissey. Později se objevily názvy Crissiei (1172), Crissie (1182), Cressier (1243), německé Grissacho (1249), Crissye (1285) a Grissachen (1558). Místní jméno se odvozuje od galorománského osobního jména Crisc(i)us.
Od 12. století byl Cressier samostatným malým panstvím, které patřilo jako léno k majetku hrabat z Thiersteinu. V roce 1442 se ves koupí dostala pod nadvládu Fribourgu a od té doby byla součástí Staré země (Spitalpanner). Po pádu Staré konfederace (1798) patřil Cressier během Helvétské republiky a následujícího období k okresu Fribourg, než byl v roce 1848 s novou kantonální ústavou začleněn do okresu See.

## Obyvatelstvo
| Rok            | 1811 | 1831 | 1850 | 1900 | 1950 | 1990 | 2000 |
| Počet obyvatel | 211  | 359  | 326  | 350  | 395  | 508  | 729  |

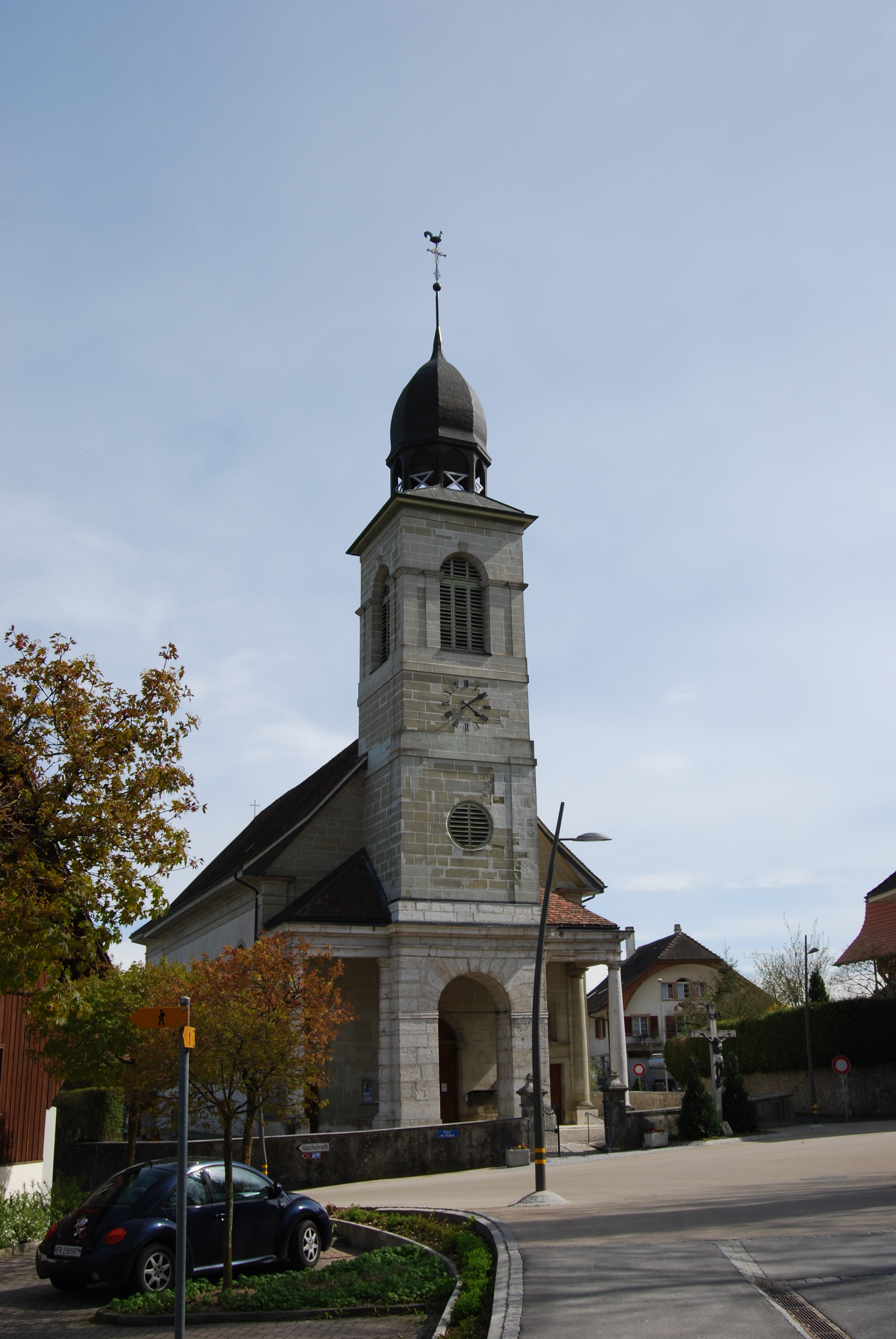
Katolický kostel

Ke konci roku 2021 v Cressieru žilo 1015 obyvatel. Až do roku 1950 se počet obyvatel pohyboval v rozmezí 300 až 400 obyvatel. Od té doby dochází k výraznému nárůstu počtu obyvatel, zejména v 80. a 90. letech 20. století.

### Jazyky
54,1 % obyvatel hovoří francouzsky, 40,1 % německy a 1,9 % portugalsky (stav v roce 2000). Cressier je tedy stále převážně francouzsky mluvící, i když podíl německy mluvících obyvatel se v posledních letech zvýšil. S výjimkou obce Wallenried (na jihozápadě) je obec obklopena převážně německy mluvícími obcemi. Domovní nápisy naznačují, že Cressier byl dvojjazyčný již od 17. do počátku 19. století. Poté však opět převládla francouzština.

## Hospodářství

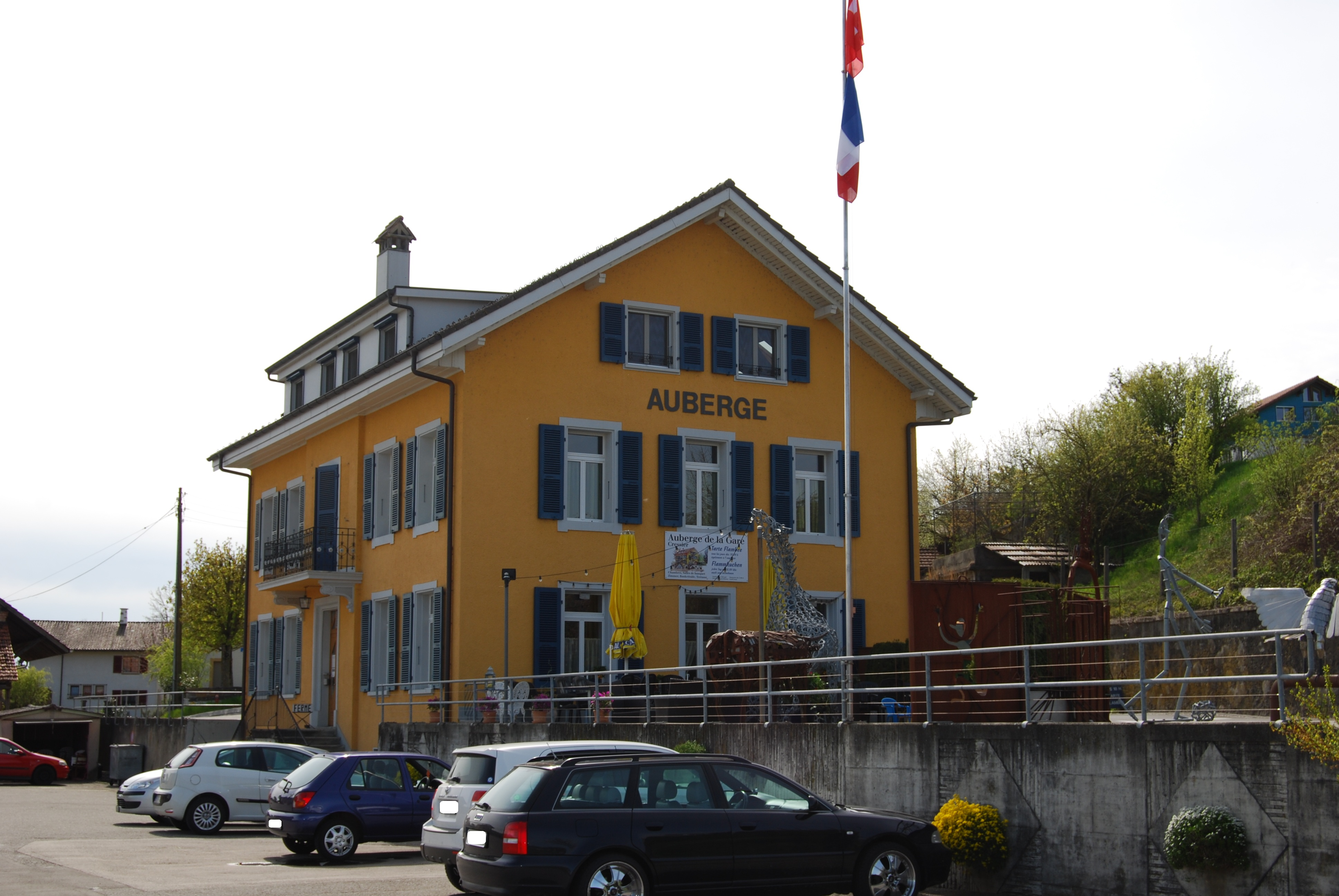
Centrum obce

Až do poloviny 20. století byl Cressier převážně zemědělskou obcí. Dnes hraje zemědělství, ovocnářství a chov dobytka ve struktuře zaměstnanosti obyvatelstva jen malou roli. Další pracovní místa jsou k dispozici v místních malých podnicích a ve službách. Od 60. let 20. století se větší podniky usídlily v údolí řeky La Bibera poblíž železniční stanice a na východním úpatí náhorní plošiny Pra-Rond. Nejvýznamnějším zaměstnavatelem je v současnosti skupina DiaMed (zdravotnická technika). Kromě toho zde působí další podniky specializující se na výrobu čerpadel, rentgenových zařízení, stavebnictví, zahradnictví a obchod s vínem. V posledních desetiletích se obec díky své atraktivní poloze rozvinula také v rezidenční obec. Mnoho zaměstnanců proto dojíždí za prací především do oblasti Fribourgu a Murtenu.

## Doprava
Obec má dobré dopravní spojení. Leží v blízkosti hlavní silnice z Murtenu do Düdingenu. Nejbližší napojení na dálnici A1 (Bern–Lausanne) je vzdáleno asi 7 km od centra obce. Dne 23. srpna 1898 byla zprovozněna železniční trať z Murtenu do Fribourgu se stanicí v Cressieru.